# انفارکتوس ریه
آنفارکتوس ریه (به انگلیسی: Lung infarction) به مرگ بافتی یک بخش از ریه یا تمامی ریه گفته می‌شود.

## توضیح
انفاکتوس ریه هنگامی اتفاق می‌افتد که شریان ریه مسدود شود و قسمتی از ریه بمیرد. بیشتر اوقات در اثر آمبولی ریوی ایجاد می‌شود.
به دلیل خون‌رسانی مضاعف به ریه‌ها هم از گردش خون برونش و هم از گردش خون ریوی، این بافت نسبت به انفاکتوس مقاوم‌تر است. انسداد گردش خون برونش باعث انفاکتوس نمی‌شود، اما باز هم در آمبولی ریوی ممکن است رخ دهد که گردش خون ریوی مسدود شده باشد و گردش خون برونش نمی‌تواند کاملاً آن را جبران کند.

## دلیل
مرگ یک قسمت از بافت ریه در اثر انسداد عروقی. شایع‌ترین نوع انفاکتوس ریه به علت آمبولی (لخته جسم جامد یا حباب هوا که در جریان خون رها شود) با منشأ دهلیز راست یا اندام‌های تحتانی و لگن است که باعث بسته شدن یک شاخه از سرخرگ ششی می‌شود و معمولاً در دنبالهٔ عمل جراحی به‌وجود می‌آید. استقرار انفاکتوس ریه اغلب سریع و حاد است و ممکن است به‌سرعت منجر به مرگ شود.

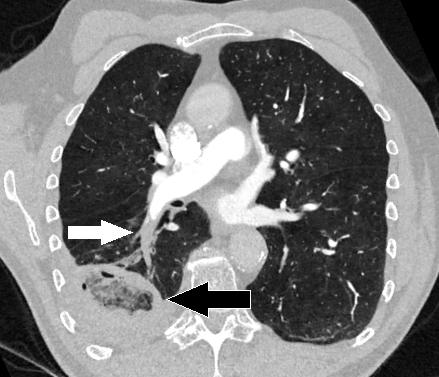
سی تی اسکن از انفارکتوس ریه به دلیل آمبولی مزمن ریوی (پیکان سفید). منطقه انفارکتوس (فلش سیاه) دارای علامت هاله معکوس است.